# Tournoi de clôture du championnat du Salvador de football 2015
Navigation
Saison précédente Saison suivante
Le Tournoi Clausura 2015 est le trente-quatrième tournoi saisonnier disputé au Salvador.
C'est cependant la 81e fois que le titre de champion du Salvador est remis en jeu.
Lors de ce tournoi, l'AD Isidro-Metapan a tenté de conserver son titre de champion du Salvador face aux neuf meilleurs clubs salvadoriens.
Chacun des dix clubs participant était confronté deux fois aux neuf autres équipes. Puis les quatre meilleurs se sont affrontés lors d'une phase finale à la fin du tournoi.
Seulement une place était qualificative pour la Ligue des champions de la CONCACAF.

## Les 10 clubs participants
Ce tableau présente les dix équipes qualifiées pour disputer le championnat 2014-2015. On y trouve le nom des clubs, le nom des stades dans lesquels ils évoluent ainsi que la capacité et la localisation de ces derniers.
| \| CD Águila CD Dragón Alianza FC CD Atlético Marte Univ. El Salvador Juventud Independiente Club Deportivo FAS AD Isidro-Metapan Santa Tecla FC CD Pasaquina \| Localisation des clubs. |
| CD Águila CD Dragón Alianza FC CD Atlético Marte Univ. El Salvador Juventud Independiente Club Deportivo FAS AD Isidro-Metapan Santa Tecla FC CD Pasaquina                               |

| Club                          | Stade                        | Capacité | Ville        |
| CD Águila                     | Stade Juan Francisco Barraza | 10 000   | San Miguel   |
| Alianza FC                    | Stade Jorge González         | 35 000   | San Salvador |
| CD Dragón                     | Stade Juan Francisco Barraza | 10 000   | San Miguel   |
| Club Deportivo FAS            | Stade Oscar Quiteño          | 15 000   | Santa Ana    |
| Juventud Independiente        | Complejo Municipal           | 5 000    | Opico        |
| AD Isidro-Metapan             | Stade Jorge Calero Suárez    | 8 000    | Metapán      |
| CD Atlético Marte             | Stade Cuscatlán              | 45 925   | San Salvador |
| CD Pasaquina                  | Stade San Sebastian          | 5 000    | Pasaquina    |
| Santa Tecla FC                | Stade Las Delicias           | 3 000    | Santa Tecla  |
| CD Universidad de El Salvador | Stade Universitario UES      | 10 000   | San Salvador |

## Compétition
Le tournoi Clausura se déroule de la même façon que le tournoi saisonnier précédent, en deux phases :
- La phase de qualification : les dix-huit journées de championnat.
- La phase finale : les matchs aller-retour allant des demi-finales à la finale.

### Phase de qualification
Lors de la phase de qualification les dix équipes affrontent à deux reprises les neuf autres équipes selon un calendrier tiré aléatoirement.
Les quatre meilleures équipes sont qualifiées pour les demi-finales.
Le classement est établi sur le barème de points classique (victoire à 3 points, match nul à 1, défaite à 0).
Le départage final se fait selon les critères suivants :
- Le nombre de points.
- La différence de buts générale.
- Le nombre de buts marqué.

#### Classement
| Rang | Équipe                        | Pts | J  | G  | N | P  | Bp | Bc | Diff |
| ---- | ----------------------------- | --- | -- | -- | - | -- | -- | -- | ---- |
| 1    | AD Isidro-Metapan T           | 33  | 18 | 10 | 3 | 5  | 27 | 15 | +12  |
| 2    | Juventud Independiente        | 29  | 18 | 9  | 2 | 7  | 26 | 22 | +4   |
| 3    | Santa Tecla FC                | 29  | 18 | 8  | 5 | 5  | 26 | 23 | +3   |
| 4    | Club Deportivo FAS            | 27  | 18 | 7  | 6 | 5  | 20 | 16 | +4   |
| 5    | Alianza FC                    | 27  | 18 | 7  | 6 | 5  | 22 | 17 | +5   |
| 6    | CD Águila                     | 24  | 18 | 7  | 3 | 8  | 22 | 20 | +2   |
| 7    | CD Pasaquina P                | 23  | 18 | 6  | 5 | 7  | 19 | 25 | -6   |
| 8    | CD Atlético Marte             | 21  | 18 | 6  | 3 | 9  | 19 | 20 | -1   |
| 9    | CD Universidad de El Salvador | 18  | 18 | 5  | 3 | 10 | 19 | 29 | -10  |
| 10   | CD Dragón                     | 18  | 18 | 4  | 6 | 8  | 15 | 28 | -13  |

| Légende : Qualifications et relégations | Légende : Qualifications et relégations          |
| --------------------------------------- | ------------------------------------------------ |
|                                         | Qualifié pour les demi-finales                   |
|                                         | T Tenant du titre P Promu de la saison 2013-2014 |

#### Matchs
| Résultats (▼dom., ►ext.)                                   | Agu | Ali | Mar | Dra | FAS | Isi | Ind | Pas | STe | Uni |
| CD Águila                                                  |     | 1-1 | 0-0 | 5-1 | 1-2 | 4-3 | 2-1 | 3-0 | 1-2 | 1-0 |
| Alianza FC                                                 | 1-0 |     | 1-1 | 1-1 | 1-1 | 1-1 | 2-0 | 1-0 | 1-2 | 1-4 |
| CD Atlético Marte                                          | 2-0 | 0-2 |     | 4-1 | 1-2 | 0-1 | 2-3 | 1-1 | 2-0 | 1-0 |
| CD Dragón                                                  | 1-0 | 1-1 | 1-0 |     | 1-3 | 1-2 | 1-1 | 1-0 | 2-2 | 0-1 |
| Club Deportivo FAS                                         | 0-1 | 1-0 | 2-0 | 0-1 |     | 0-0 | 1-2 | 0-0 | 3-1 | 1-1 |
| AD Isidro-Metapan                                          | 2-0 | 0-1 | 2-1 | 1-0 | 2-0 |     | 1-1 | 2-1 | 1-0 | 4-0 |
| Juventud Independiente                                     | 0-1 | 1-0 | 0-2 | 3-0 | 1-0 | 0-3 |     | 4-2 | 3-0 | 2-1 |
| CD Pasaquina                                               | 2-1 | 0-4 | 1-0 | 1-1 | 1-1 | 2-1 | 1-0 |     | 1-2 | 3-1 |
| Santa Tecla FC                                             | 0-0 | 3-2 | 1-2 | 2-0 | 0-0 | 1-0 | 3-1 | 2-2 |     | 3-0 |
| CD Universidad de El Salvador                              | 2-1 | 0-1 | 2-0 | 1-1 | 2-3 | 2-1 | 0-3 | 0-1 | 2-2 |     |
| - Victoire à domicile - Match nul - Victoire à l'extérieur |     |     |     |     |     |     |     |     |     |     |

### Classement cumulatif
| Rang | Équipe                        | Pts | J  | G  | N  | P  | Bp | Bc | Diff |
| ---- | ----------------------------- | --- | -- | -- | -- | -- | -- | -- | ---- |
| 1    | AD Isidro-Metapan C           | 61  | 36 | 17 | 10 | 9  | 47 | 34 | +13  |
| 2    | Santa Tecla FC C              | 59  | 36 | 16 | 11 | 9  | 46 | 38 | +8   |
| 3    | Club Deportivo FAS            | 55  | 36 | 14 | 13 | 9  | 38 | 27 | +11  |
| 4    | Juventud Independiente        | 54  | 36 | 16 | 6  | 14 | 52 | 46 | +6   |
| 5    | CD Águila                     | 53  | 36 | 15 | 8  | 13 | 37 | 31 | +6   |
| 6    | Alianza FC                    | 48  | 36 | 12 | 12 | 12 | 40 | 37 | +3   |
| 7    | CD Dragón                     | 43  | 36 | 11 | 10 | 15 | 35 | 46 | -11  |
| 8    | CD Universidad de El Salvador | 42  | 36 | 11 | 9  | 16 | 36 | 44 | -8   |
| 9    | CD Pasaquina P                | 38  | 36 | 9  | 11 | 16 | 31 | 54 | -23  |
| 10   | CD Atlético Marte             | 37  | 36 | 9  | 10 | 17 | 38 | 43 | -5   |

| Légende : Qualifications et relégations | Légende : Qualifications et relégations                                      |
| --------------------------------------- | ---------------------------------------------------------------------------- |
|                                         | Ligue des champions de la CONCACAF 2015-2016 (Phase de groupes)              |
|                                         | Relégué en Segunda División                                                  |
|                                         | C Vainqueur d'un des deux tournois de l'année P Promu de la saison 2013-2014 |

### La phase finale
Les quatre équipes qualifiées sont réparties dans le tableau final d'après leur classement général.
En cas d'égalité lors des demi-finales, c'est l'équipe la mieux classée qui se qualifie. Par contre lors de la finale, si les deux équipes sont à égalité, des prolongations puis une séance de tirs au but ont lieu.

#### Tableau
|  | 1/2 finale             | 1/2 finale             | 1/2 finale     | 1/2 finale | 1/2 finale | 1/2 finale        |                   |     | Finale | Finale | Finale | Finale | Finale |  |
|  |                        |                        |                |            |            |                   |                   |     |        |        |        |        |        |  |
|  |                        |                        |                |            |            |                   |                   |     |        |        |        |        |        |  |
|  |                        |                        |                |            |            |                   |                   |     |        |        |        |        |        |  |
|  | AD Isidro-Metapan      | AD Isidro-Metapan      | (1)            | 2          | 0          |                   |                   |     |        |        |        |        |        |  |
|  | AD Isidro-Metapan      | AD Isidro-Metapan      | (1)            | 2          | 0          |                   |                   |     |        |        |        |        |        |  |
|  | Club Deportivo FAS     | Club Deportivo FAS     | (4)            | 0          | 1          |                   |                   |     |        |        |        |        |        |  |
|  | Club Deportivo FAS     | Club Deportivo FAS     | (4)            | 0          | 1          | AD Isidro-Metapan | AD Isidro-Metapan | (1) | 1      | 0(1)   |        |        |        |  |
|  |                        |                        |                |            |            |                   | AD Isidro-Metapan | (1) | 1      | 0(1)   |        |        |        |  |
|  |                        | Santa Tecla FC         | Santa Tecla FC | (3)        | 1          | 0(3)              |                   |     |        |        |        |        |        |  |
|  | Juventud Independiente | Juventud Independiente | Santa Tecla FC | (3)        | 1          | 0(3)              | (2)               | 3   | 1      |        |        |        |        |  |
|  | Juventud Independiente | Juventud Independiente |                |            |            |                   | (2)               | 3   | 1      |        |        |        |        |  |
|  | Santa Tecla FC         | Santa Tecla FC         | (3)            | 3          | 3          |                   |                   |     |        |        |        |        |        |  |
|  | Santa Tecla FC         | Santa Tecla FC         | (3)            | 3          | 3          |                   |                   |     |        |        |        |        |        |  |

#### Demi-finales
| Club                   | Aller | Retour | Club               | Commentaire |
| AD Isidro-Metapan      | 2-0   | 0-1    | Club Deportivo FAS |             |
| Juventud Independiente | 3-3   | 1-3    | Santa Tecla FC     |             |

#### Finale
| 24 mai 2015                                                            | AD Isidro-Metapan | 1:1                                                                                | Santa Tecla FC        | Stade Cuscatlán          |                          |
|                                                                        | Ricardo Ulloa 82e | (0:1)                                                                              | William Maldonado 21e | Arbitrage : Marlon Mejía | Arbitrage : Marlon Mejía |
| Hector Ramos · Víctor Merino Dubón · Medardo Max Guevara · Odir Flores | Tirs au but 1:3   | Ricardo Ferreira · Gerson Mayen · Marlon Cornejo · Diego Chavarría · Juan Barahona |                       | Arbitrage : Marlon Mejía | Arbitrage : Marlon Mejía |

## Bilan du tournoi
| Tournoi de clôture du championnat de football du Salvador 2015 |                            |
| Champion                                                       | Santa Tecla FC (1er titre) |
| Dauphin                                                        | AD Isidro-Metapan          |
| Qualifications continentales                                   |                            |
| Ligue des champions 2015-2016 (Phase de groupes)               | Santa Tecla FC             |
| Promotions et relégations                                      |                            |
| Promus en Primera División                                     | Real Destroyer (en)        |
| Promus en Primera División                                     | CD Chalatenango            |
| Relégués en Segunda División                                   | CD Atlético Marte          |

## Statistiques

### Buteurs
| Rang | Nom | Équipe | Buts |
| 1    |     |        | -    |
| 2    |     |        | -    |
| 3    |     |        | -    |